# Antonio Vandone
Antonio Vandone di Cortemilia (1862-1937) était un architecte art nouveau italien.
Il a notamment réalisé :
- jardin d'enfants Duchessa d'Aosta[2], corso Francia 139 à Turin, 1901
- le Palazzo Maffei,  corso Montevecchio 50 à Turin, 1904-1909
- Maison Colongo[2], via Catania 35 à Turin, 1904
- Casa Zorzi, 19 Corso Francia à Turin, 1905-1909
- Casa Zorio[2], via Vassalli Eandi 22 à Turin,
- une maison au 19/21 via Duchessa Jolanda à Turin, 1912
- Église paroissiale de San Vito, San Modesto et Santa Crescenzia à Crivelle, hameau de Buttigliera d'Asti, 1912
- Cathédrale de Mogadiscio, 1925-1928
- Villa Cernigliaro à Sordevolo